# Rabenau (Hessa)
Rabenau (Hessen) este o comună din landul Hessa, Germania aflată la 20 de km nord-est de orașul Gießen.
1. ↑  Alle politisch selbständigen Gemeinden mit ausgewählten Merkmalen am 31.12.2018 (4. Quartal) (în germană), Statistisches Bundesamt[*], arhivat din original la 10 martie 2019, accesat în 10 martie 2019